# Globopilumnus globosus
Globopilumnus globosus is een krabbensoort uit de familie van de Eriphiidae.